# Grenada (wyspa)
Grenada – wyspa karaibska w archipelagu Wysp Nawietrznych pomiędzy Morzem Karaibskim i Oceanem Atlantyckim, na północ od Trynidadu i Tobago. Na wyspie położone jest państwo Grenada, w którego skład wchodzi też południowa część grupy mniejszych wysp o nazwie Grenadyny, położonych na północny wschód od wyspy Grenady.
Grenada jest wyspą pochodzenia wulkanicznego położoną w strefie klimat tropikalnego. Jej powierzchnia wynosi około 300 km², a długość linii brzegowej – 121 km. Wyspa nie posiada wód śródlądowych. Najwyżej położonym punktem jest szczyt Mount Saint Catherine (840 m n.p.m.).